# Liza Weil
Liza Rebecca Weil (Passaic, 5 de junho de 1977) é uma atriz estadunidense.
Passou a infância viajando pelo mundo com seus pais, que eram membros do The Mad House of London, um prestigioso grupo de comédia famoso na Europa. Aos 7 anos, a família dela se estabeleceu em uma cidade pequena na Pensilvânia, e pouco tempo depois, ela começou a atuar no teatro local. Sem nenhum treinamento formal, seus pais ajudaram-na a guiar sua carreira, permitindo a Liza a viajar várias vezes ao mês para tentar papéis em Manhattan. Depois de uma série de performances teatrais em peças como "Our Town" e "The Effect of Gamma Rays on Man-In-The Mood Marigolds", diretores de elenco começaram a prestar atenção em Liza. Ela teve sua estreia em filmes com Whatever (1998), que teve sua estreia no Festival Sundance de 1998. E entrou no filme "O Poder dos Sentidos" de 2002 de Tom Shadyac, com o actor Kevin Costner, em que ela interpretou uma garota que tentará o suicídio.
Seu trabalho mais notável foi interpretar Paris Geller, uma garota fissurada em seus estudos, uma espécie de amiga da protagonista Rory Gilmore (interpretada por Alexis Bledel ) no seriado de TV Gilmore Girls (no Brasil, Tal Mãe, Tal Filha) exibido pela Warner. Liza atuou nas sete temporadas de 2000 a 2007.
Atuou como a advogada Bonnie Winterbottom na série How to Get Away with Murder (2014 a 2020). 
Em 2016, Liza reprisa a personagem Paris Geller no especial feito pela Netflix, Gilmore Girls: Um Ano Para Recordar, interpretando novamente uma das melhores amigas de Rory Gilmore. 